# Унеча (локомотивное депо)
Локомотивное депо Унеча — предприятие железнодорожного транспорта в городе Унеча, территориально относится к Брянскому региону Московской железной дороги.
Ведущее депо МЖД по ремонту тепловозов. Депо занимается ремонтом тягового подвижного состава, ремонтом колёсных пар. Расположено на границе трёх государств — России, Украины и Белоруссии.

## История депо
Локомотивное депо Унеча было создано в августе 1887 года, одновременно с окончанием строительства участка Полесских железных дорог Брянск—Гомель.
Со дня основания депо являлось оборотным и представляло собой 4 стойла для ремонта, две ремонтные канавы, мастерскую, кузницу, поворотный круг для паровозов, водокачку и другие устройства. По мере строительства железных дорог на север и юг депо становится участковым. В 1927 году приписной парк депо составлял 30 паровозов.
С увеличением объёма перевозок, развития паровозного депо и железнодорожного узла расширялся и благоустраивался рабочий посёлок железнодорожников, ныне город Унеча. С 1939 года депо полностью переходит на тягу мощными паровозами серии «ФД» и становится крупной ремонтной базой на Белорусской железной дороге по подъёмочному ремонту паровозов.
В 1941 году работники депо вместе с паровозным парком и оборудованием были эвакуированы в восточные регионы СССР. В период оккупации и боёв за освобождение города депо было разрушено и лежало в руинах. Восстановление началось сразу после освобождения города 23 сентября 1943 года. На фронте погибли 22 работника депо. В 1975 году на территории депо установлен обелиск «Скорбящая мать». В 1987 году на предприятии открыт музей боевой и трудовой славы, рядом с депо поставлен на вечную стоянку паровоз-памятник Л-0392.
На основании приказа № 58/Н от 02.11.1965, депо специализировалось на подъёмочном ремонте паровозов серии Л, а также промывочном паровозов Э, Су, Л.
За высокие достижения в труде, ратные подвиги в годы Великой Отечественной войны более 250 деповчан награждены орденами и медалями, в том числе 25 работников — орденом Ленина.
1980 годы — самый эффективный период работы предприятия. За достигнутые успехи депо награждено переходящим Красным Знаменем.
С 2002 года депо стало базовым по выполнению среднего и текущего ремонтов нескольких серий тепловозов, капитальному ремонту дизелей. В колёсном цехе депо с 2002 освоен заводской ремонт колёсных пар локомотивов различных серий, а с 2004 — ремонт колёсных пар путевых машин, автомотрис, кранов на железнодорожном ходу. В 2012 в депо продолжается строительство дизель-агрегатного цеха, после завершения которого предприятие выйдет на проектную мощность ремонта тепловозов и дизелей.
С 1 апреля 2010 года, на основании приказа № 156/Н от 15.06.2009, в связи с реформированием локомотивного хозяйства, предприятие реорганизовано в ремонтное депо и включено в состав Московской дирекции по ремонту тягового подвижного состава.
Программа ремонта в 2011 году выполнена на 101,8 %.
В 2012 году депо является одним из 11 ремонтных локомотивных депо Московской железной дороги и самым крупным из трёх ремонтных тепловозных депо. Здесь ремонтируются тепловозы не только Московской, но и ряда других дорог.
В августе 2012 года депо торжественно отметило своё 125-летие, в праздновании которого приняли участие начальник Московской железной дороги Владимир Молдавер и губернатор Брянской области Николай Денин.

## Подвижной состав
В депо Унеча были приписаны магистральные тепловозы серий 2ТЭ10М, 2ТЭ10У, 2М62, 2М62У, а также маневровые ТЭМ1, ТЭМ2, ЧМЭ3. Ранее, в паровозную эпоху, к депо были приписаны паровозы серии Су.
При депо имеется база запаса локомотивов.

## Управление
- Начальник депо — Борис Иванович Третьяк
- Председатель профкома — Акиншина Ирина Ивановна

## Знаменитые люди депо
- Молдавер Владимир Ильич — начальник Московской железной дороги, с 1983 по 1994 прошёл путь от мастера до главного инженера депо.[5]